# ريكاردو إرليخ
ريكاردو إرليخ (بالإسبانية: Ricardo Ehrlich) هو عالم كيمياء حيوية وأحيائي وسياسي أوروغواني، ولد في 4 نوفمبر 1948 في مونتفيدو في الأوروغواي. حزبياً، نشط في الجبهة العريضة ‏.